# Луна, Увальдо
Увальдо Луна Мартинес (исп. Uvaldo Luna Martínez; 21 декабря 1993, Хьюстон, Техас, США) — мексиканский футболист, полузащитник.

## Клубная карьера
Луна — воспитанник клуба «УАНЛ Тигрес». 24 июля 2013 года в поединке Кубка Мексики против «Крус Асуль Идальго» Увальдо дебютировал за «тигров». 20 июля 2014 года в матче национального клубка против «Кафеталерос де Тапачула» Луна забил свой первый гол за команду. 18 января 2015 года в поединке против «Леона» он дебютировал в мексиканской Примере. Летом 2016 года для получения игровой практики Луна на правах аренды перешёл в колумбийский «Патриотас». 3 июля в матче против «Мильонариос» он дебютировал в Кубке Мустанга. В поединке против «Санта-Фе» Увальдо забил свой первый гол за «Патриотас».
Летом 2017 году Луна на правах аренды перешёл в «Атлас». 20 августа в матче против «Крус Асуль» он дебютировал за новую команду.
28 января 2020 года Луна подписал контракт с американским клубом «Колорадо-Спрингс Суитчбакс» из Чемпионшипа ЮСЛ. За «Суитчбакс» он дебютировал 7 марта в матче стартового тура сезона против «ОКС Энерджи». 8 августа в матче против «Эль-Пасо Локомотив» он забил свои первые голы «Суитчбакс», сделав дубль.

## Международная карьера
В 2013 году в составе молодёжной сборной Мексики Луна стал чемпионом КОНКАКАФ среди молодёжных команд. На турнире он сыграл в матчах против молодёжных команд Ямайки, Кюрасао, США и дважды Сальвадора. В том же году Увальдо участвовал в Турнире в Тулоне. Летом 2013 года Луна поехал с молодёжной командой на чемпионат мира в Турцию. На турнире он сыграл в матчах против команд Греции, Мали и Испании. В поединке против малийцев Увальдо забил гол.
В 2015 году Луна завоевал серебряные медали Панамериканских игр в Канаде. На турнире он сыграл в матчах против команд Тринидада и Тобаго, Панамы и Уругвая.

## Достижения
Командные
 УАНЛ Тигрес
- Чемпион Мексики: Апертура 2015
- Финалист Кубка Либертадорес: 2015

Международные
 Мексика (до 20)
- Чемпион КОНКАКАФ среди молодёжных команд: 2013

 Мексика (до 23)
- Серебряный призёр Панамериканских игр: 2015